# Brent Florence
Brent Florence (* 16. Juni 1976 in Ojai, Ventura County, Kalifornien) ist ein US-amerikanischer Schauspieler, Filmeditor, Drehbuchautor, Filmproduzent und Filmregisseur.

## Leben
Florence studierte in Ojai und Santa Barbara. Ab 1994 reiste er um die Welt, um Surfsport auszuüben. Nach kleineren Tätigkeiten im Filmbereich, studierte er anschließend an der USC School of Cinematic Arts. 1996 debütierte er im Spielfilm Walkabout, 2005 übernahm er im Fernsehfilm Schwert des Schicksals – Attilas blutiges Vermächtnis die Rolle des Zach Gaines. Er ist außerdem als Filmschaffender tätig.

## Filmografie

### Schauspiel
- 1996: Walkabout
- 2000: A Girl, Three Guys, and a Gun
- 2002: Fixation (Kurzfilm)
- 2005: Keeper of the Past (Kurzfilm)
- 2005: Schwert des Schicksals – Attilas blutiges Vermächtnis (Cerberus) (Fernsehfilm)
- 2007: American Fork
- 2009: Adult Film: A Hollywood Tale
- 2010: Eagles in the Chicken Coop
- 2014: Meet Me in Montenegro
- 2019: God Send

### Filmschnitt
- 2000: A Girl, Three Guys, and a Gun
- 2002: Fixation (Kurzfilm)
- 2009: Adult Film: A Hollywood Tale
- 2010: Eagles in the Chicken Coop

### Drehbuch
- 2000: A Girl, Three Guys, and a Gun
- 2002: Fixation (Kurzfilm)
- 2009: Adult Film: A Hollywood Tale
- 2010: Eagles in the Chicken Coop
- 2019: God Send

### Regie
- 2000: A Girl, Three Guys, and a Gun (auch Produktion)
- 2009: Adult Film: A Hollywood Tale
- 2010: Eagles in the Chicken Coop (auch Produktion)
- 2014: Different Town (Dokumentation) (auch Produktion)